# 왕리핑 (경보 선수)
왕리핑(중국어 간체자: 王丽萍, 정체자: 王麗萍, 병음: Wáng Lìpíng, 한자음: 왕려평, 1976년 7월 8일~)은 중화인민공화국의 경보 선수이다.
랴오닝성 단둥시에서 태어났으며, 시드니에서 열린 2000년 하계 올림픽에 참가하여 20km 경보에서 금메달을 획득하였다. 4년 후에 아테네에서 열린 2004년 올림픽에서는 20km 경보에서 8위에 그쳤다.